# Berezajka (řeka)
Berezajka (rusky Березайка) je řeka ve Tverské s prameny v Novgorodské oblasti v Rusku. Je dlouhá 150 km. Povodí řeky je 3230 km².

## Průběh toku
Odtéká z jezera Berezaj na Valdajské vysočině. Ústí zleva do Msty.

## Vodní režim
Zdrojem vody jsou převážně sněhové srážky. Průměrný roční průtok vody činí přibližně 27 m³/s.